# Queen Anne
Queen Anne és una població dels Estats Units a l'estat de Maryland. Segons el cens del 2000 tenia 176 habitants.

## Demografia
Segons el cens del 2000, Queen Anne tenia 176 habitants, 67 habitatges, i 52 famílies. La densitat de població era de 566,3 habitants per km².
Dels 67 habitatges en un 43,3% hi vivien nens de menys de 18 anys, en un 62,7% hi vivien parelles casades, en un 10,4% dones solteres, i en un 20,9% no eren unitats familiars. En el 16,4% dels habitatges hi vivien persones soles el 7,5% de les quals corresponia a persones de 65 anys o més que vivien soles. El nombre mitjà de persones vivint en cada habitatge era de 2,63 i el nombre mitjà de persones que vivien en cada família era de 2,89.
Per edats la població es repartia de la següent manera: un 30,1% tenia menys de 18 anys, un 3,4% entre 18 i 24, un 29% entre 25 i 44, un 24,4% de 45 a 60 i un 13,1% 65 anys o més.
L'edat mediana era de 39 anys. Per cada 100 dones de 18 o més anys hi havia 98,4 homes.
La renda mediana per habitatge era de 45.000 $ i la renda mediana per família de 55.417 $. Els homes tenien una renda mediana de 31.806 $ mentre que les dones 23.542 $. La renda per capita de la població era de 16.016 $. Entorn del 2% de les famílies i el 4% de la població estaven per davall del llindar de pobresa.

## Poblacions més properes
El següent diagrama mostra les poblacions més properes.